# Gyromantis kraussii
Gyromantis kraussii är en bönsyrseart som beskrevs av Henri Saussure 1872. Gyromantis kraussii ingår i släktet Gyromantis och familjen Amorphoscelidae. Inga underarter finns listade i Catalogue of Life.

## Bildgalleri

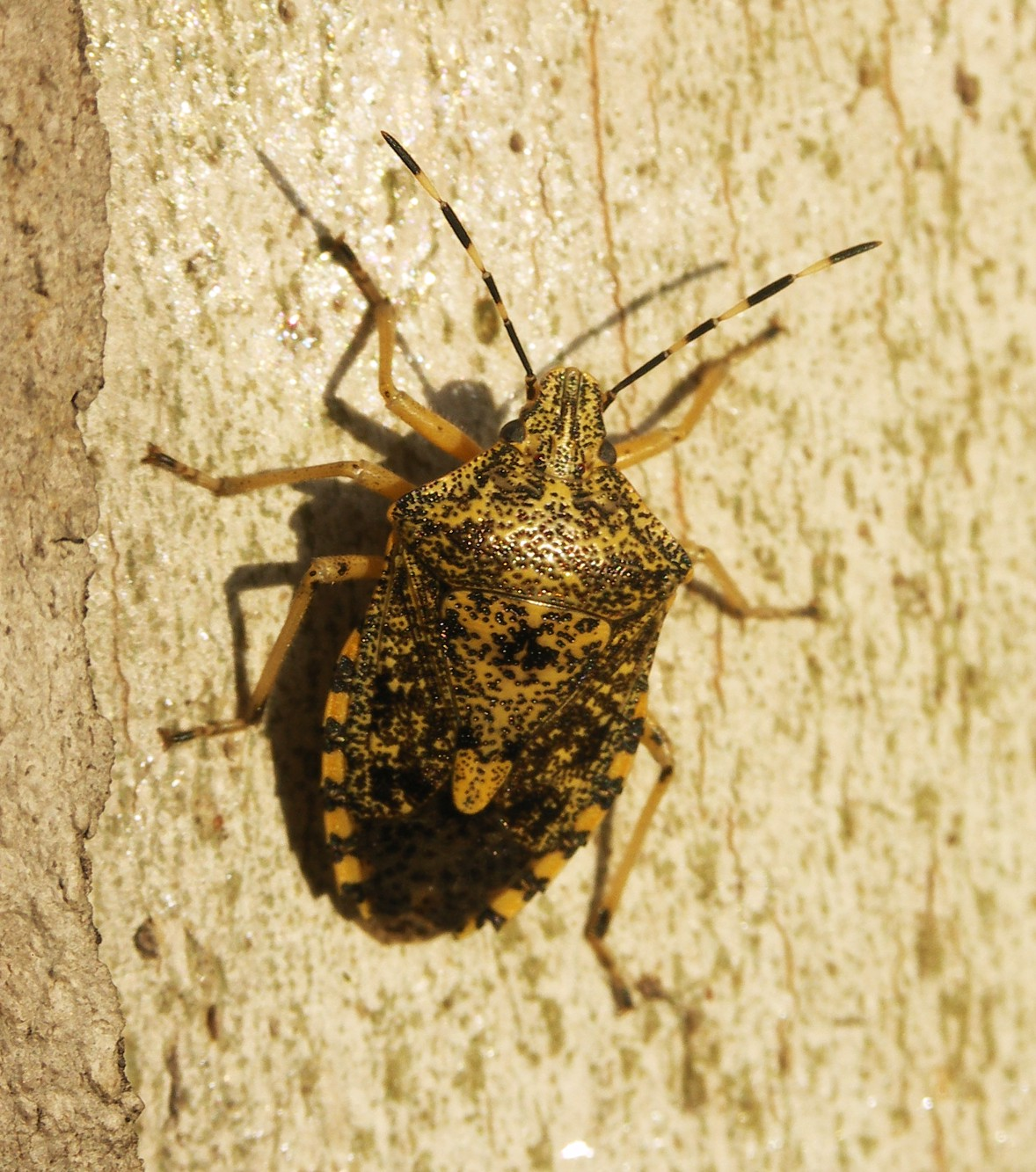